# South Point (Texas)
South Point es un lugar designado por el censo ubicado en el condado de Cameron en el estado estadounidense de Texas. En el Censo de 2010 tenía una población de 1376 habitantes y una densidad poblacional de 397,07 personas por km².

## Geografía
South Point se encuentra ubicado en las coordenadas 25°52′27″N 97°23′00″O / 25.87417, -97.38333. Según la Oficina del Censo de los Estados Unidos, South Point tiene una superficie total de 3.47 km², de la cual 3.33 km² corresponden a tierra firme y (3.81%) 0.13 km² es agua.

## Demografía
Según el censo de 2010, había 1376 personas residiendo en South Point. La densidad de población era de 397,07 hab./km². De los 1376 habitantes, South Point estaba compuesto por el 90.12% blancos, el 0.51% eran afroamericanos, el 0.73% eran amerindios, el 0.07% eran asiáticos, el 0% eran isleños del Pacífico, el 7.27% eran de otras razas y el 1.31% pertenecían a dos o más razas. Del total de la población el 97.46% eran hispanos o latinos de cualquier raza.